# Любомир Моравчик
Любомир Моравчик (словац. Ľubomír Moravčík, нар. 22 червня 1965, Нітра, Чехословаччина) — колишній чехословацький та словацький футболіст, що грав на позиції півзахисника. По завершенні ігрової кар'єри — тренер.
Виступав за національну збірні Чехословаччини та Словаччини.
Футболіст 2001 року в Словаччині.

## Клубна кар'єра
У дорослому футболі дебютував 1983 року виступами за команду клубу «Нітра», в якій провів сім сезонів, взявши участь у 119 матчах чемпіонату.
Своєю грою за цю команду привернув увагу представників тренерського штабу клубу «Сент-Етьєн», до складу якого приєднався 1990 року. Відіграв за команду із Сент-Етьєна наступні шість сезонів своєї ігрової кар'єри. Більшість часу, проведеного у складі «Сент-Етьєна», був основним гравцем команди.
Згодом з 1996 по 1998 рік грав у складі команд клубів «Бастія» та «Дуйсбург».
1998 року уклав контракт з клубом «Селтік», у складі якого провів наступні чотири роки своєї кар'єри гравця. Під час виступів за шотландську команди був визнаний на батьківщині найкращим словацьким футболістом 2001 року.
Протягом 2002 року захищав кольори команди клубу «ДЖЕФ Юнайтед».
Завершив професійну ігрову кар'єру у клубі «Нітра», у складі якого вже виступав раніше. Прийшов до команди 2003 року, захищав її кольори до припинення виступів на професійному рівні 2004 року.

## Виступи за збірні
1987 року дебютував в офіційних матчах у складі національної збірної Чехословаччини. Протягом кар'єри у національній команді, яка тривала 7 років, провів у формі головної команди країни 79 матчів, забивши 13 голів.
У складі збірної був учасником чемпіонату світу 1990 року в Італії.

## Кар'єра тренера
Розпочав тренерську кар'єру відразу ж по завершенні кар'єри гравця, 2004 року, очоливши тренерський штаб клубу «Ружомберок».
2005 року став головним тренером юнацької збірної Словаччини (U-16), яку тренував три роки.
Протягом 2008 року очолював клуб «ВіОн»,.

## Досягнення
«Бастія»
- Володар Кубка Інтертото: 1997

«Селтік»
- Чемпіон Шотландії: 2000-01, 2001-02
- Володар кубка Шотландії: 2000-01
- Володар Кубка ліги: 1999-2000, 2000-01

Особисті
- Футболіст року в Словаччині: 1993